# Molsidomin
Molsidomin (WHO-Bezeichnung: Molsidominum; englisch: Molsidomine, Synonym: Morsydomine) gehört zur Gruppe der nicht-enzymatischen Stickstoffmonoxiddonatoren. Dieses Medikament setzt Stickstoffmonoxid (NO) frei und führt damit zu einer Gefäßdilatation mit Senkung der Wandspannung der Koronargefäße (Herzkranzgefäße), es wird daher zur Behandlung der Angina pectoris bei koronarer Herzkrankheit und zur Behandlung einer akut dekompensierten Herzinsuffizienz eingesetzt.
Molsidomin wurde erstmals 1970 von Koichi Masuda bei Takeda synthetisiert. Im selben Jahr beobachtete Kenzo Kikuchi die blutdrucksenkende und antianginöse Wirkung. Molsidomin gehört zur Gruppe der sogenannten Sydnoniminen. Dieser Wirkstoff wird heutzutage nur noch selten eingesetzt.

## Pharmakokinetik
Molsidomin ist ein Morpholinosydnon-Derivat. Es ist eine inaktive Vorstufe (Prodrug). Es ist selbst nicht für die gefäßerweiternde Wirkung verantwortlich, sondern wird in der Leber zu Linsidomin (SIN-1) verstoffwechselt. Dieses geht ohne Einwirkung von Enzymen in die ringoffene Form über und die eigentliche Wirksubstanz Stickstoffmonoxid wird abgespalten.
Da zur Bildung von freiem Stickstoffmonoxid keine Enzyme nötig sind, kommt es auch bei langfristiger Gabe nicht zu einer Abschwächung der Wirkung (Nitrattoleranz). Molsidomin hemmt in geringer Ausprägung die Verklebung der Blutplättchen. Diese Wirkung ist jedoch aufgrund der geringen Wirkung ohne klinische Relevanz.
 →  →  → NO
Molsidomin → Linsidomin (SIN-1) → SIN-1A → Stickstoffmonoxid

## Pharmakodynamik
Die Freisetzung des Stickstoffmonoxid führt zu einer Gefäßdilatation der Herzkranzgefäße, der großen Hohlvenen und der Lungengefäße, dadurch sinkt die Vorlast des Herzens. Entsprechend dem Frank-Starling-Mechanismus führt dies dazu, dass die Blutfüllung des Herzens abnimmt, die Herzwand nicht mehr so stark gedehnt wird und damit der Sauerstoffverbrauch reduziert wird. Denn je mehr die Herzwand gedehnt wird, desto mehr Arbeit verrichtet sie. Die Weitung der Koronargefäße und die Abnahme der Füllung führen zur besseren Durchblutung der Herzwand und damit zur Verbesserung der Sauerstoffversorgung der Herzmuskulatur.
In niedriger Dosierung erweitert Molsidomin das kapazitive Gefäßsystem. Erst bei höheren Dosen erweitern sich auch die Arteriolen, so dass der Blutdruck über einen weiten Dosisbereich konstant bleibt.
Die direkt wirksame Substanz, Linsidomin, steht auch für die direkte intravenöse Therapie zur Verfügung.
Ergolin antagonisiert die Wirkung von Molsidomin.

## Wirkungen
Es sinken der periphere Widerstand, der Blutdruck, die Herzarbeit, die Herzleistung, das Schlagvolumen und damit auch das Herzzeitvolumen. Die Herzfrequenz steigt geringfügig um 3,9 Prozent. In einer sehr kleinen klinischen Studie sank unter Molsidomin der arterielle Mitteldruck um 20 Prozent.
Nach anderer Ansicht verbessert sich die Herzarbeit durch Molsidomin; das wäre eine Vergrößerung und keine Verkleinerung. Die Herzleistung und damit das Herzzeitvolumen würden ansteigen.
Ein altes Lehrbuch der Pharmakologie schrieb 1981, „dass der Blutdruck über einen weiten Dosisbereich konstant bleibt.“ Dadurch würden Schlagvolumen und Herzzeitvolumen ebenfalls ansteigen, solange der periphere Widerstand sinkt.
Nach anderen Angaben senkt Molsidomin das Schlagvolumen, ohne den peripheren Widerstand signifikant zu verkleinern. Dadurch würde das Herzzeitvolumen sinken.
„Im Akutversuch bei herzinsuffizienten Patienten konnte gezeigt werden, dass Molsidomin zu einer signifikanten Abnahme des Blutdrucks und des peripheren Widerstandes bei gleichzeitiger Erhöhung des Herzzeitvolumens führt.“ Nach der Formel Herzzeitvolumen gleich Blutdruck durch Widerstand ist das nur dann möglich, wenn die relative Senkung des peripheren Widerstands größer als die des Blutdrucks ist.
Bei oralen Dosen bis zu 8 mg kommt es nicht zu Veränderungen von Herzfrequenz und Blutdruck. Bei Patienten ohne eine Linksherzinsuffizienz sinkt das Herzzeitvolumen, während bei linksinsuffizienten Patienten das Herzzeitvolumen unverändert bleibt beziehungsweise bei erniedrigten Ausgangswerten zunimmt.

## Anwendung
Therapeutisch wird Molsidomin zur Prophylaxe von Angina-pectoris-Anfällen verordnet. Eine akute Therapie ist mit Molsidomin nicht möglich, da die maximale Wirkung erst nach 30 bis 60 Minuten erreicht wird.
1997 zeigte eine klinische Studie, dass unter Linsidomin und Molsidomin nach einer Ballon-Dilatation (PTCA) der Herzkranzgefäße eine Restenose seltener als bei einer Behandlung mit Diltiazem auftritt.
1994 zeigte eine placebokontrollierte Studie einen geringfügigen (nicht signifikanten) Rückgang der 35-Tage-Herzinfarkt-Mortalität unter Linsidomin/Molsidomin. Die Langzeitmortalität über 13 Monate war unter Molsidomin sogar größer als unter Placebo.
In Studien konnte weder eine Verlängerung der Lebenserwartung noch eine Verbesserung der Lebensqualität nachgewiesen werden. In der Langzeittherapie der koronaren Herzkrankheit und der Herzinsuffizienz hat Molsidomin deswegen in den aktuellen Leitlinien nur noch eine marginale Bedeutung als Reservemittel.
Eine Nischenindikation besitzt Molsidomin zum Beispiel zur Überbrückung nitratfreier Intervalle.

## Nebenwirkungen
Als wichtigste Arzneimittelnebenwirkungen können durch die starke Gefäßerweiterung Kopfschmerzen, Schwindel und Blutdruckabfall auftreten.
Im Tierversuch mit Ratten traten bei hohen Molsidomin-Gaben vermehrt bösartige Nasentumore auf.
Manchmal kann die Matrix von Molsidomin-Retardtabletten im Kot der Patienten gefunden werden. Darüber sollen die Patienten aufgeklärt werden.

## Gegenanzeigen und Wechselwirkungen
Schon 1986 beschrieb die Rote Liste die „schwere Hypotonie“ als Gegenanzeige von Corvaton.
Außerdem ist zum Beispiel die gleichzeitige Anwendung von Molsidomin und einem Phosphodiesterase-5-Hemmer (zum Beispiel Sildenafil, Vardenafil oder Tadalafil zur Behandlung von Erektionsstörungen) kontraindiziert, da es bei dieser Kombination zu einer „erheblichen Verstärkung des blutdrucksenkenden Effekts kommen kann.“ Lebensbedrohliche Wechselwirkungen wurden beschrieben.

## Geschichte
Molsidomin wurde 1970 von der Firma Takeda Pharmaceutical Company Limited entwickelt. Auch die antihypertensiven und vasodilatierenden Eigenschaften wurden schon 1970 erkannt.
Molsidominhaltige Lösungen sind 1986 vom Markt genommen worden, weil durch Lichteinwirkung eine Verunreinigung (Morpholin) entstehen kann. Diese Verunreinigung wird im Magen möglicherweise in einen krebsverdächtigen Stoff umgewandelt.
1990 bot die Firma Sigma Chemie ein Gramm Molsidomin zum Verkaufspreis von 64 DM an. 1986 kosteten bei der Firma Cassella-Riedel zum Beispiel 100 Tabletten Corvaton mite 1 mg 46,20 DM (umgerechnet 462 DM für ein Gramm). Heute beträgt der Festbetrag für 100 Corvaton retard 8 mg Tabletten 17,02 Euro.
Molsidomin 8 mg retard wurde 1997 zu einem Apothekenverkaufspreis von 46 Prozent unter dem Festbetrag angeboten. So war Molsicor 8 retard als Generikum von Betapharm 1996 sogar 51 Prozent preiswerter als Molsidomin von Hoechst.

## Handelsnamen
Monopräparate

Corvaton (D, CH), Molsibeta (D), Molsidolat (A), Molsiket (D), Molsi-Puren (D), diverse Generika (D)